# 東京都青少年問題協議会
東京都青少年問題協議会（とうきょうとせいしょうねんもんだいきょうぎかい）は、東京都青少年健全育成審議会と並び、東京都の青少年問題に関わる施策について答申する機関である。

## 概要
地方青少年問題協議会に沿う形で東京都に設置され、2022年6月1日現在、32期まで行なわれている。
会議の傍聴は、第27期まで一般に公開されていたが、第28期における第3回の専門部会から非公開とされ、認められていない。

## 第28期

### 委員
- 前田雅英（専門部会長 / 首都大学東京法科大学院教授）
- 加藤諦三（副会長・早稲田大学名誉教授）
- 内山絢子（目白大学教授）
- 大葉ナナコ（日本誕生学協会代表理事）
- 木村忠正（東京大学准教授）
- 後藤啓二（ECPAT/ストップ子ども買春の会顧問弁護士 / 元警察庁官僚）
- 近藤彰郎（東京私立中学高等学校協会会長）
- 新谷珠恵（東京都小学校PTA協議会会長）
- 鈴木茂克（会社役員）
- 住田佳子（保護司 / 人権擁護委員）
- 徳本広孝（首都大学東京准教授）
- 野田聖子（弁護士）
- 安川雅史（全国Webカウンセリング協議会理事長）
- 吉川誠司（財団法人インターネット協会主幹研究員）

### 批判
2010年に都議会に提出された東京都青少年の健全な育成に関する条例の改正案が、この協議会が答申した「メディア社会が拡がる中での青少年の健全育成について」を反映したものであったことから、この改正案への注目や批判が集まるのと共に、この答申や協議会そのものについても注目や批判を集めた。
特に答申については、素案の段階からも表現の自由などを重視する立場やネット検閲に反対する立場などから激しく反発を受け、また、専門部会の議事録が公表されると、その中に、性同一性障害など性的少数者（LGBT）や認知障害の状態にある人々に対する偏見や差別（障害者差別）、或いは、批判的な意見を述べる者に対する誹謗中傷、などとも受け取れるような発言などが含まれているとして、更に激しい批判を浴びた。
山口貴士（弁護士）は、自身のブログで「表現の自由について一顧だにしない、問題発言がてんこもり」と批判している。
日本出版労働組合連合会は、委員の人選について「今期の青少年問題協議会では、図書類の規制に慎重な委員は見あたらず、規制一辺倒の議論がなされていたことが議事録で確認できます。それだけではなく、図書規制を推進する団体の利害関係者が委員を務めるという、偏った人選が行われていました」と指摘した。
保坂展人も下記の前田雅英委員の発言に絡み、「そもそも青少協の専門委員には憲法学者は選任されていない。かつて、憲法研究者の奥平康弘（東大名誉教授）が東京都の青少協委員を務めていたことがあったものの、憲法にかかわる議論が成り立たないため、辞任せざるを得なくなったこともある。青少協が表現の自由を無視するがごとき態度を取ってきたのは、“伝統”と言っていい。」「青少協の事務局となっているのは、東京都の青少年・治安対策本部の青少年課であり、条例改正案を策定したのも青少年・治安対策本部だ。本部長や青少年課長は警察庁キャリアであり、警視庁を経由して、都庁に籍を置くかたちになっているという。取締機関が行政機関に浸食してきたかっこうだ。そのような部署に、今回の条例改正案のままに、権限を与えるのは危険きわまりない。」と強く批判している。

#### 委員の発言
前田雅英

実在しない、国会におけるアグネス・チャン参考人と保坂展人衆議院議員との間におけるやりとりを捏造した。
議事録に記載されている前田の発言によると、「児童ポルノといっても宮沢りえのヌード写真集は芸術できれいじゃないか、あなたはそれでも禁止するんですか」との保坂の質問に対し、「15～6の写真、そんなにあなた見たいんですか、これが何で芸術なんですか、芸術だと思う人はいいかもしれないけど、児童の全体の世界の流れの中で児童ポルノを考えるときに、あなた、18歳までなぜ待てないんですか」とアグネスが回答し、言葉を失った保坂が「ケチョンケチョンにやられちゃう」場面があったとされる。
しかし、衆議院のビデオライブラリーでも国会の会議録でも確認できるように、これに類するやりとりは存在しない。実際には、「児童ポルノ」の定義をめぐる議論の中で、保坂が『Santa Fe』（を「児童ポルノ」でないと明言しながら同書）に対する参考人らの見解を質疑し、チャンが同書を閲覧していない旨を答弁したのみである。
他にも、「女性とか子どもは虐待されると喜んでいるんだという種類の描写、これは明らかに助長するということははっきりしている。だから、これは禁ずるべきである。これはほぼ異論がないのだと思います。」、「統計的に、こういうものがあるから増えたという立証は、データとしてはそんなに明確には無いんだということなんですね。」、「無いから影響していないというのも間違いだと思うんですけれどもね。」、「どう考えても、実在する人がいなければ、どんな漫画でも許されるというのはおかしい」などとも発言している。
新谷珠恵
「あのような汚らしい過激な性表現を許すということ自体がおかしい」、「幼児や子どもを過激な性の対象にした写真集、漫画、そういったものは本当に何かの規制をかけるべきだと思います」、「言論の自由とか表現の自由とおっしゃいますけれども、それはプラスα、芸術性のあるときだと思います」、（小児性被害について）「アニメ文化とか、ロリコン文化が絶対助長していると思います」と発言している。
他にも、いわゆる「カタルシス理論」（性行為などを描写した漫画などがガス抜きとなって性衝動が発散されるとの理論）を完全に否定し、（規制に慎重や反対など批判的な意見を述べる者に対して）「何でそういった人のことまでそんなふうに考えなきゃいけないのかなと思います」、「マイノリティに配慮しすぎたあげく、当たり前のことが否定されて通らないというのはどうしても私は納得できない」と発言している。
大葉ナナコ
「児童ポルノの愛好者の人たちが児童に悪影響を与えるとか、漫画のひどいものが出ているといったら、その人たちはある障害を持っているんだというような認識を主流化していくことはできないものか」、「性同一性障害という同じ位置づけで、子どもたちに対する性暴力を好む人たちを逃がしていくとしたら、障害という見方、認知障害を起している人たちという見方を主流化する必要があるのではないか」と発言している。また、規制に慎重や反対など批判的な意見を述べる者に対し、エビデンス（証拠）を出す時間も必要もない暴力だと発言している。
住田佳子
議事録に記載されている限り、人権擁護委員である住田佳子を含め、以上のような発言を問題視や注意した委員は、確認できない。